# Qualea cymulosa
Qualea cymulosa är en tvåhjärtbladig växtart som beskrevs av Robert Walter Schery. Qualea cymulosa ingår i släktet Qualea och familjen Vochysiaceae. Inga underarter finns listade i Catalogue of Life.